# Kūreh Tāsheh
Kūreh Tāsheh (persiska: کوره تاشه) är en ort i Iran.   Den ligger i provinsen Gilan, i den norra delen av landet, 180 km nordväst om huvudstaden Teheran. Kūreh Tāsheh ligger 300 meter över havet och antalet invånare är 157.
Terrängen runt Kūreh Tāsheh är varierad. Runt Kūreh Tāsheh är det ganska tätbefolkat, med 134 invånare per kvadratkilometer. Närmaste större samhälle är Rūdsar, 12,8 km norr om Kūreh Tāsheh. I omgivningarna runt Kūreh Tāsheh växer i huvudsak blandskog.